# Schloss Salzdahlum

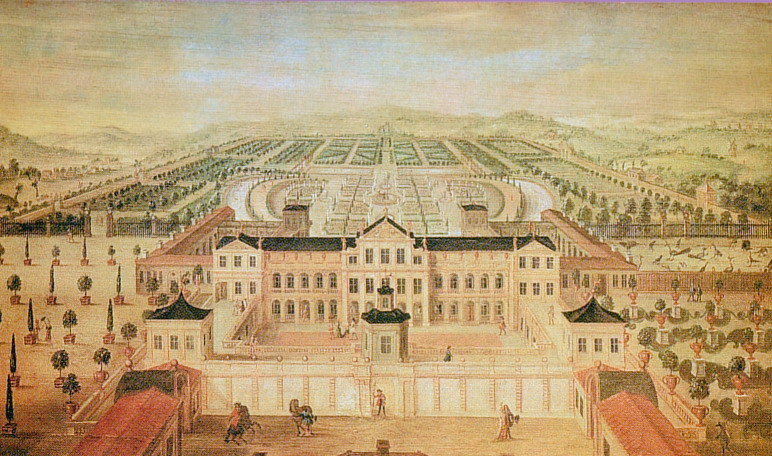
Schloss mit Barockgarten, 1721

Das Schloss Salzdahlum war ein früheres Lustschloss mit einem ausgedehnten Barockgarten, das in Salzdahlum zwischen Braunschweig und Wolfenbüttel im heutigen Niedersachsen lag. 
Herzog Anton Ulrich von Braunschweig-Wolfenbüttel ließ die Versailles-ähnliche Schlossanlage zwischen 1688 und 1694 nach Plänen des Landbaumeisters Johann Balthasar Lauterbach unter Ausführung von Hermann Korb erbauen. Aus Kostengründen entstanden die Gebäude fast ausschließlich in Holzbauweise, bei der Verkleidungen den Eindruck eines Bauwerks aus Sandstein erweckten. 1813 wurde das Schloss wegen Baufälligkeit abgerissen; heute sind nahezu keine Baureste mehr vorhanden.

## Zweck
Das Schloss wurde geplant, um Herzog Anton Ulrichs absolutistischem Bedürfnis nach barocker Prachtentfaltung zu genügen. Anton Ulrich schwebte ein Lustschloss vor, das Versailles den Rang ablaufen sollte. Schloss Salzdahlum war nicht als ständiger Wohnsitz des Herzogs vorgesehen, der im nahegelegenen Wolfenbüttel residierte, sondern als Sommerresidenz für die herzogliche Familie.
Konkreter war die Absicht der Wolfenbütteler Linie der Welfen, mit der Prächtigkeit von Schloss und Barockgarten ihren überlegenen Rang gegenüber der hannoverschen Linie des welfischen Gesamthauses zu demonstrieren. Der Streit um die Vorherrschaft wurde 1692 – noch während der Bauzeit – durch die Verleihung der Kurfürstenwürde an Herzog Ernst August von Calenberg entschieden.
Des Weiteren sollten die herzoglichen Kunstsammlungen, vor allem die Gemäldegalerie, mit dem Schloss ein repräsentatives Ambiente erhalten. Als Standort wurde das Dorf Salzdahlum gewählt, weil es zwischen Braunschweig und der damaligen Residenzstadt Wolfenbüttel lag und so aus beiden Richtungen in kurzer Zeit erreichbar war.

## Entstehung

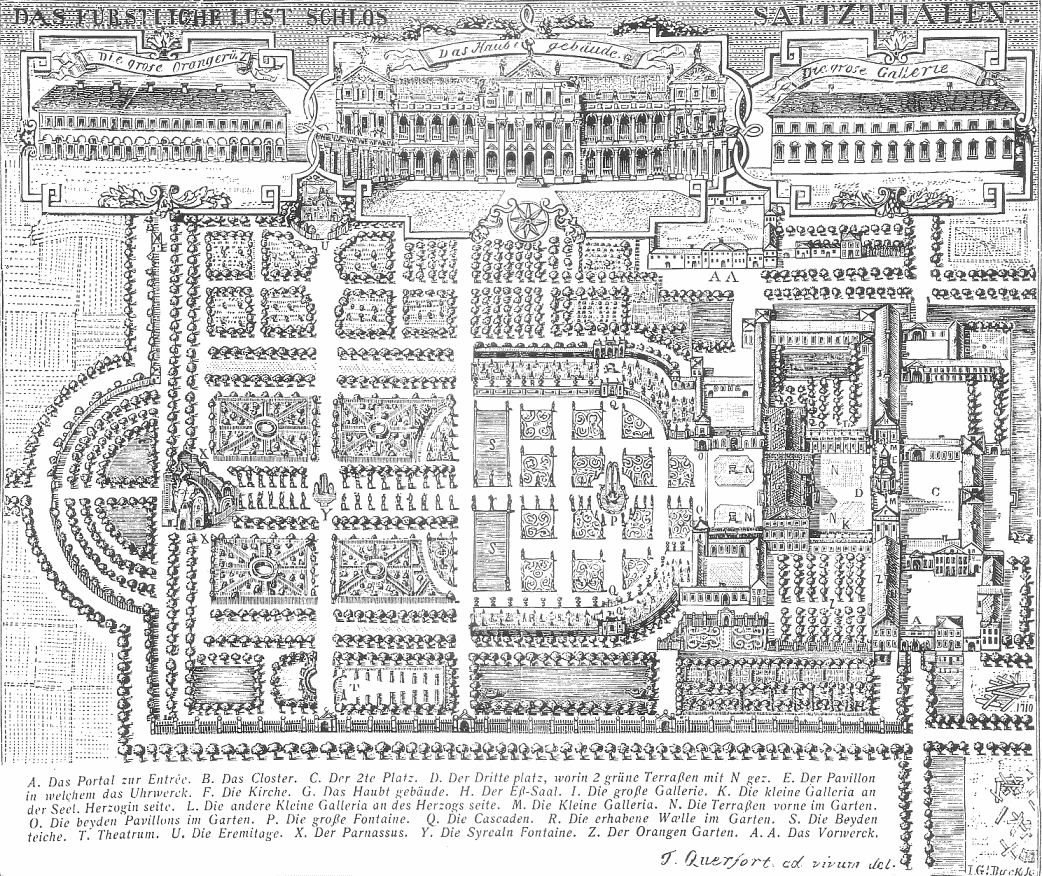
Grundriss von Park und Schloss, um 1710

1672 erwarb der Herzog die Domäne Salzdahlum, die dazu dienen sollte, das spätere Schloss zu bewirtschaften. Als Vorläuferbau des Schlosses entstand zwischen dem Grundstückserwerb und dem Baubeginn 1689 das Lusthaus Salzthalen, von dem keine Darstellung überliefert ist. Im Lusthaus wurde 1684 die Hochzeit von Herzog Anton Ulrichs Tochter Auguste Dorothea mit dem Fürsten Günther von Schwarzburg gefeiert.
1687 kehrte Anton Ulrich von einer Italienreise zurück und wollte sich in Anlehnung an französische und italienische Vorbilder eine Sommerresidenz schaffen. Als Vorbild wird unter anderem das französische Lustschloss Marly-le-Roi genannt. 1689 setzten die Bauarbeiten zum Schlossprojekt südwestlich des Dorfes ein, wo sich heute der Gutsgarten, Wiesen und Felder erstrecken. Zunächst wurde eine Drainage verlegt, um den feuchten Boden trockenzulegen. Schon bald zeichnete sich ab, dass allein die Materialkosten des Baus das Vermögen des Herzogs und seiner Gemahlin bei weitem übersteigen würden. So kamen Anton Ulrich und sein Baumeister Hermann Korb überein, den Palast in Fachwerkbauweise aus Holz zu bauen; nur einzelne Elemente wie Säulen, Treppen und Fundamente waren aus Stein. Die Fassaden waren jedoch so geschickt verkleidet, dass der Gesamteindruck eines soliden Sandsteinbaus entstand. Die Kosten während der sechsjährigen Bauzeit beliefen sich auf etwa 55.000 Reichstaler. In späteren Jahren kamen Kosten für die Ausstattung hinzu. In Salzdahlum entstand damit der wahrscheinlich größte Holzbau in deutschen Landen, spöttisch hieß es: Die größte „Holzungeheuerlichkeit“ der Welt. Am 30. Mai 1694 – dem 60. Geburtstag von Herzogin Elisabeth Juliane (Ehefrau Anton Ulrichs) – wurde das Schloss bei einem viertägigen Festakt (Salzthalischer Mäyen-Schluss) eingeweiht. Die Einweihungskantate komponierte Georg Caspar Schürmann. Bald nach Fertigstellung des Schlosshauptgebäudes waren Erweiterungsbauten für die herzoglichen Kunstsammlungen erforderlich. Mehrere Anbauten erfolgten noch bis Ende des 18. Jahrhunderts.

## Baubeschreibung

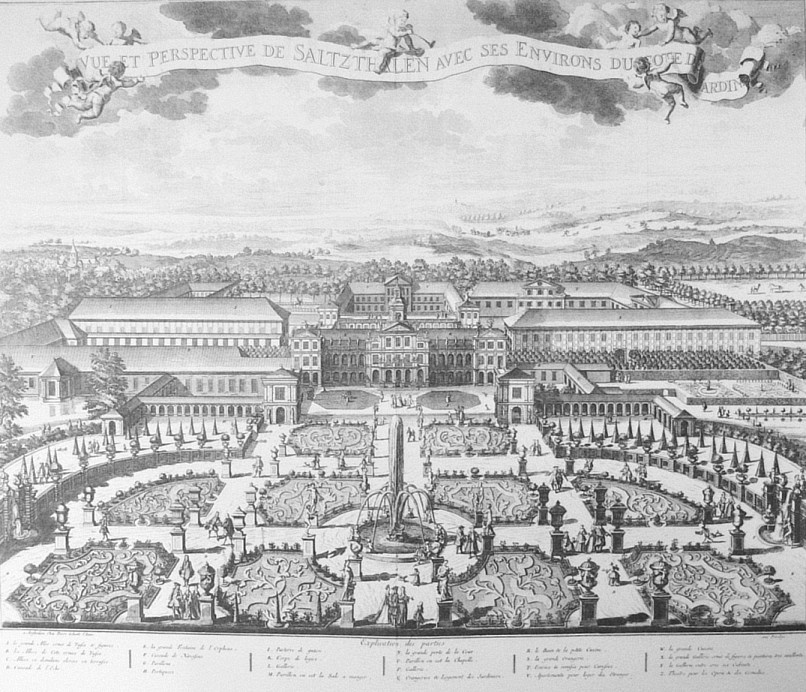
Schloss Salzdahlum um 1715

Die erste Baubeschreibung, die auch Ansichts- und Grundrisszeichnungen der Anlage enthielt, veröffentlichte 1710 der fürstliche Hofmaler Tobias Querfurt. Das nicht mehr bestehende Schloss war an zwei Seiten von einem Wassergraben umschlossen und an einer Seite durch eine Mauer abgegrenzt. Der Zugang erfolgte durch ein Wachhaus. Heute bestehen noch Grundrisszeichnungen von der Raumaufteilung im Schloss, wobei die genauen Abmessungen aber unbekannt sind. Die zentralen Räume des Schlosses lagen – anders als bei der Bel-Etage anderer Schlösser im ersten Stock – hier im Erdgeschoss. Das Schloss verfügte über zahlreiche Repräsentationsräume, mehrere Innenhöfe, Kavaliershaus, Reithalle, Opernhaus, eine Orangerie und Kapelle. Die Treppenanlage geht auf Pläne von Andrea Palladio aus dem 16. Jahrhundert zurück und sind ästhetischer Ausdruck der Konkurrenz zum zeitgleich gebauten Schloss in Herrenhausen der hannoverschen Welfenlinie. Die Große Galerie des Schlosses war der erste große für diesen Zweck in Deutschland errichtete Bau. Sie nahm auf rund 800 m² die Gemäldesammlung auf. In weiteren Räumen waren Kunstsammlungen mit venezianischem Glas, Geschirr und Emails aufbewahrt.
Auszug aus der Liste der Schlossräume:
| - Audienzzimmer - Porzellankitten - Bet-Kabinett - Antichambre - Triumphsaal | - Eckkabinett - Japanisches Kabinett - Grünes Kabinett - Grünes Dammast Zimmer - Holländische Küche |

### Garten

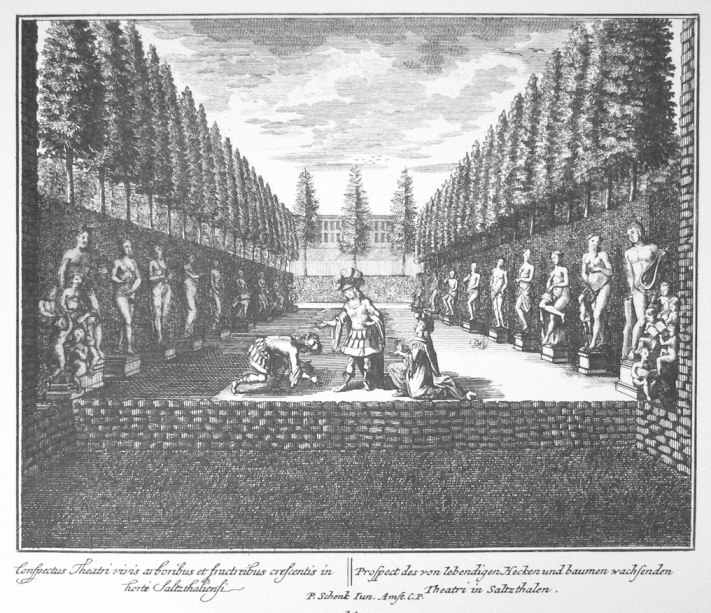
Heckentheater

Hinter dem Schloss erstreckte sich eine Parkanlage im Stil eines Barockgartens mit Wegen, die geometrisch unterteilte Quartiere schufen. Ausgestattet war die Gartenanlage mit Eremitage, Pagode, Wasserkunst mit Fontänen, Parnass, rund 160 Plastiken, Heckentheater, Irrgarten und mehreren Teichen. In historischen Quellen wird eine Parkgröße von etwa 14 Hektar angegeben bei einer maximalen Länge von rund 400 m. Letzte Erweiterungen am Garten wurden 1713 abgeschlossen. Unter Herzog Karl I. wurde der Garten um 1750 als Rokokogarten neu gestaltet. Schloss und Gartenanlage waren später beispielgebend beim Ausbau von Schloss Hundisburg in Sachsen-Anhalt und Schloss Thiergarten bei Schrattenhofen im Fürstentum Oettingen, welches ebenfalls nach einer kurzen Glanzzeit allmählich verfiel und heute vollständig verschwunden ist.

## Höfisches Leben
Das Schloss war Repräsentationsobjekt, in dem ein glanzvolles höfisches Leben mit prunkvollen Hoffesten stattfand. Im Nachhinein wurde es als das „Versailles der Welfen“ oder als das „deutsche Versailles“ bezeichnet. Viele Opern der Barockzeit erlebten hier ihre Uraufführung. Zeitweise lebte hier Elisabeth Christine von Braunschweig-Wolfenbüttel, die Mutter Kaiserin Maria Theresias von Österreich. Bei der Einweihungsfeier 1694 war zwar nicht der Hochadel zugegen, aber prominente Gäste wie Gräfin Aurora von Königsmarck und der Philosoph Gottfried Wilhelm Leibniz. 1713 suchte bei einem Staatsbesuch Zar Peter I. beim Wolfenbütteler Herzogshof auch das Lustschloss auf. Der preußische Kronprinz Friedrich (später König Friedrich der Große) heiratete hier am 12. Juni 1733 Elisabeth Christine von Braunschweig-Wolfenbüttel-Bevern. 1784 besuchte der Dichter Goethe das Schloss, um die Gemäldegalerie zu besichtigen.

## Niedergang und Ende

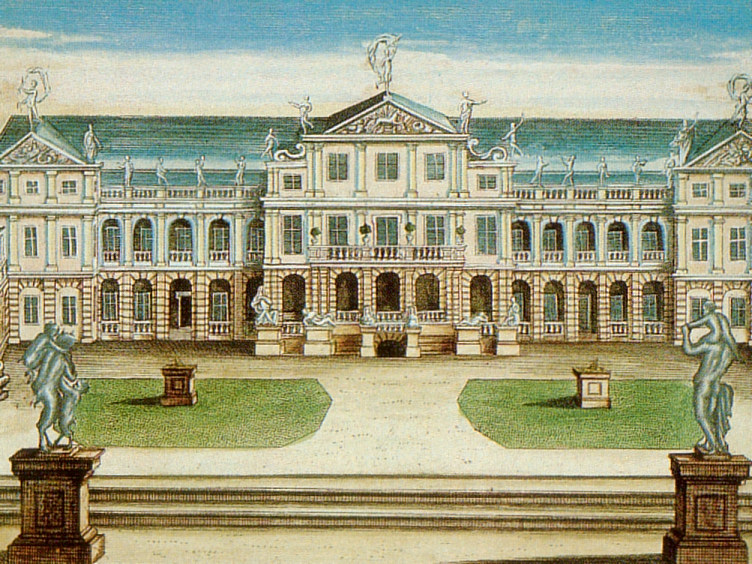
Gartenseite des Schlosses um 1706

Die leichte Holzbauweise des Schlosses hielt auf Dauer nicht der Witterung stand. Der feuchte Untergrund ließ die Wände verfaulen und die Instandhaltung war kostspielig. Zur Regierungszeit von Herzog Karl Wilhelm Ferdinand Ende des 18. Jahrhunderts reichte die herzogliche Kasse nicht mehr für die Unterhaltung aus. Das höfische Leben erlosch, und die Gebäude verfielen. Auch die Gärten verwilderten, Plastiken waren umgestürzt, die Orangerie stürzte 1797 ein. Ende des Jahres 1806 ließ Napoleon Bonapartes Intendant Dominique-Vivant Denon die 250 wertvollsten Stücke der Kunstsammlung in den Pariser Louvre schaffen. 1810, als das Gebiet Teil des Départements Oker war, schenkte König Jérôme von Westfalen der Stadt Braunschweig die ungenutzten Schlossbauten zur Verwertung, um so die Stadt für die großen Summen zu entschädigen, die sie für den aufwändigen Ausbau des Braunschweiger Schlosses aufbringen musste. Am 24. November 1810 wurden das Inventar und die letzten Kunstschätze – darunter 800 Gemälde – des Salzdahlumer Schlosses versteigert. Die Bilder kamen nach der Befreiung von der Franzosenherrschaft teilweise zurück und gelangten später in das Herzog Anton Ulrich-Museum in Braunschweig. 1811 wollte die Stadt Braunschweig das Schloss auf Abbruch verkaufen, um die laufenden Unterhaltskosten einzusparen. Sie fand jedoch für den geschätzten Wert von 30.000 Talern keinen Interessenten. Daraufhin ließ sie das Schloss selbst abreißen und versteigerte die Baumaterialien. 1813 waren die Abbrucharbeiten beendet.

## Gegenwart

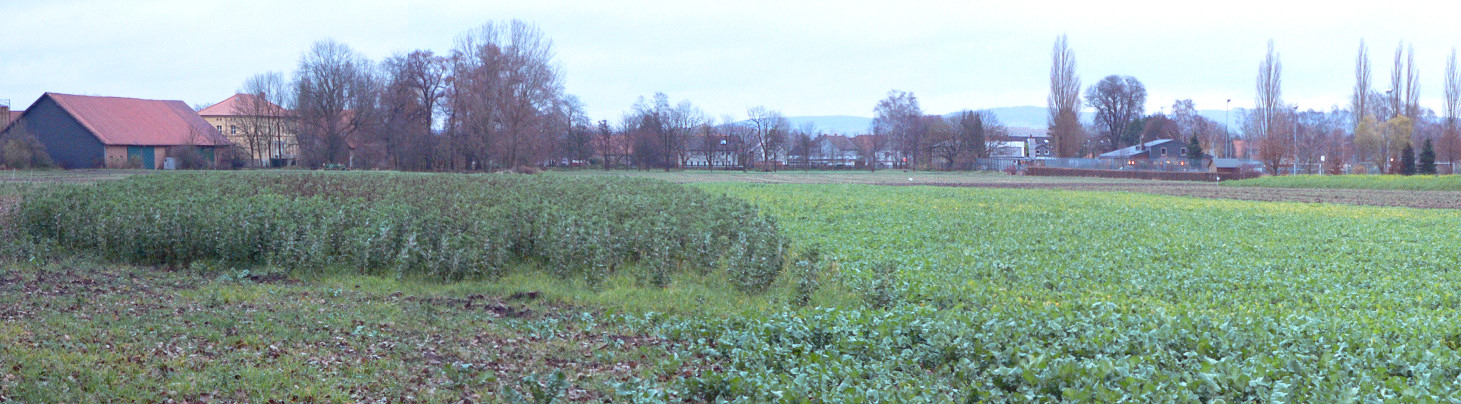
Blick über den früheren Schlosspark (heute Feldfläche), links das damalige Vorwerk, etwa in Bildmitte in Höhe der Gebäude befand sich das Schloss

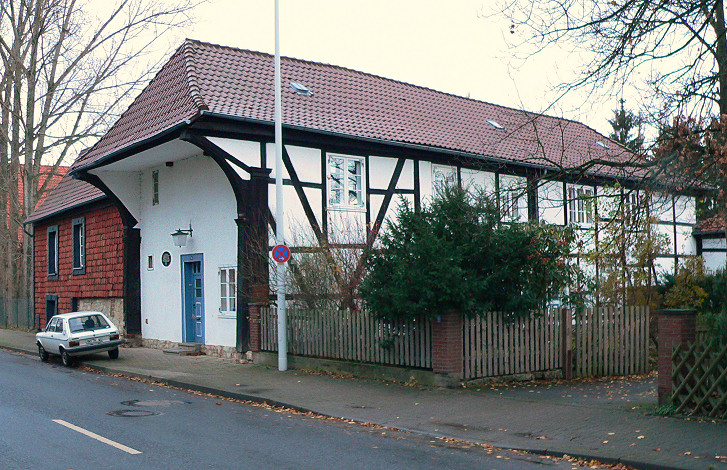
Ehemaliges Torhaus, rechts davon befindet sich die frühere Reitbahn

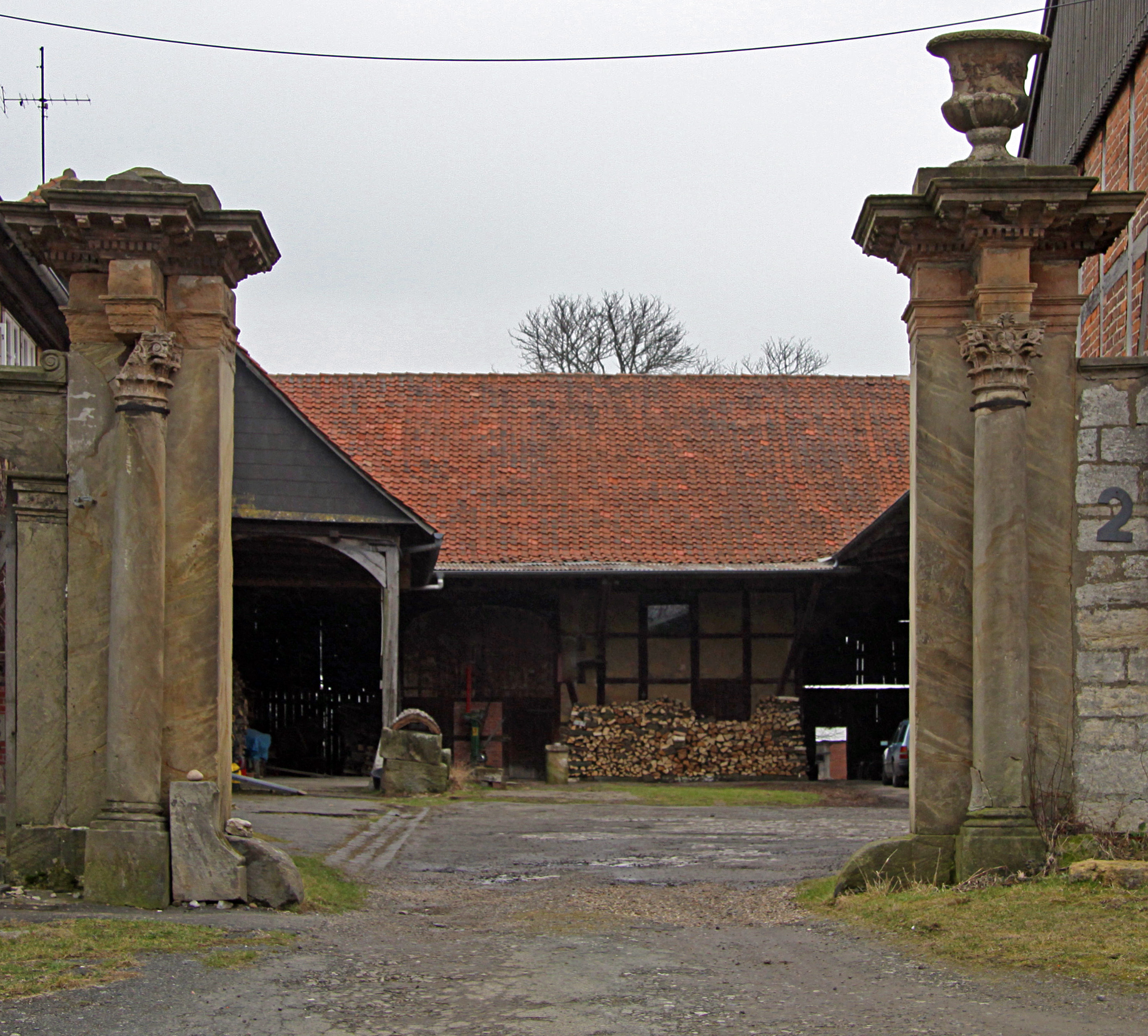
Barocke Torpfeiler aus Lutter Sandstein mit aufgesetzter Vase und Kapitell am vorgesetzten Pilaster in Mönchevahlberg, ursprünglich am Schloss

Heute ist von der Schlossanlage nichts mehr vorhanden außer der „Alten Wache“, einst das Torhaus, sowie die daneben liegende und einst zum Lagerschuppen heruntergekommenen Reitbahn. Ende des 20. Jahrhunderts gingen diese denkmalgeschützten baulichen Überreste in Fachwerkbauweise in Privatbesitz über. Der Erwerber restaurierte das Torhaus vorbildlich, wobei sogar die vorhandenen Lehmwände instand gesetzt wurden. In der Reitbahn bestehen noch Gewölbe und einzelne Räume mit etwa 6 m Länge und 8 m Breite. Hier wurden bereits 1988 die originalen Strukturen der Schlossbauweise rekonstruiert und gut erhaltene Stuckgewölbe freigelegt. Unzählige Reste des Schlosses (Kapitelle, Säulen, Möbel, Bilder, Skulpturen, Torpfeiler) finden sich noch in Parks, Höfen, Wohnungen und Museen der Umgebung. Eine barocke Toreinfahrt steht am Klosterhof in Mönchevahlberg, das Kavaliershaus wurde auf dem Gutshof der Familie von Münchhausen in Groß Vahlberg wieder aufgebaut.
Eine humoristische Schilderung von Schlossbau und Erbauer gibt Hans Pleschinski in seiner 1986 erschienenen Erzählung „Der Holzvulkan“. 2007 wurde eine digitale Rekonstruktion des Schlosses in einem Animationsfilm erstellt, die auf DVD unter dem Titel „Wo Rom /Pariß und Haag in eim Begriff sich zeigt“ vertrieben wird und einen virtuellen Rundgang durch das ehemalige Lustschloss ermöglicht.